# Congregatio Sancti Hieronymi Aemiliani
De Congregatie van de Hiëronymieten (Latijn: Congregatio Sancti Hieronymi Emiliani, C.S.H.E) is een rooms-katholieke broedercongregatie die in 1839 te Gent werd opgericht door Lodewijk-Jozef Delebecque, bisschop van het bisdom Gent. De patroon is Hiëronymus Emiliani.